# Adolf Ruiz i Casamitjana
Adolf Ruiz i Casamitjana   (Barcelona, 9 de gener de 1869 - Barcelona, 1937) fou un arquitecte modernista català, deixeble de Lluís Domènech i Montaner.

## Biografia
Va obtenir el títol de llicenciat en arquitectura l'1 de setembre de 1893 a l'Escola Tècnica Superior d'Arquitectura de Barcelona. Pertany a la generació d'arquitectes modernistes immediatament posterior a Antoni Gaudí o Lluís Domènech, de qui Ruiz té influències. Durant aquells anys va concórrer a l'Exposició Nacional d'Arts Industrials (1892) i a la d'Arts Decoratives (1896), i al de Belles Arts (1898) amb un projecte d'institut provincial de capital de tercer ordre.
Va treballar com a arquitecte, contractista i constructor amb els seus col·legues Raimon i Jaume Torres i Grau, als programes funcionals d'edificis residencials de renda a l'eixample de Barcelona des de 1899, on va promoure i projectar almenys dotze edificis d'habitatges.
El 1924 va ser nomenat arquitecte municipal adjunt de Badalona, on va traslladar la seva residència des de Barcelona per motius de salud. Hi va projectar diversos equipaments escolars, com els grups escolars Ventós Mir i Martínez Anido i l'Escola del Treball.
Les seves obres més destacades són a Barcelona: la casa de la marquesa de la vall de Ribes, també la torre de Joaquim Pujol, ja desapareguda, i la torre Andreu, també coneguda com La Rotonda, i els habitatges del carrer Còrsega. Pels interiors, s'especialitzà també en models de mobiliari de caràcter sumptuós, especialment de tall clàssic. Va a dur a terme, també, la direcció de les obres de la casa Jacinta Ruiz, obra de Ramon Viñolas i Llosas.

## Obres

### Argentona
| Any  | Nom        | Adreça                      | Descripció | Imatge |
| ---- | ---------- | --------------------------- | --- | ------ |
| 1904 | Torre Ruiz | Mare de Déu de la Salut, 18 | Edifici d'estil modernista goticista. La façana està coronada amb pinacles i un escut amb l'any de construcció. Les finestres i balcons estan ornamentades amb motllures esculpides. Destaca el balcó de la planta baixa amb una columna nervada al mig. Va ser residència d'estiueig d'Adolf Ruiz. |        |

### Badalona
| Any  | Nom                   | Adreça                | Descripció | Imatge |
| ---- | --------------------- | --------------------- | --- | ------ |
| 192? | Torre Ruiz            | Av. Martí Pujol, 55   | Habitatge particular. |        |
| 1924 | Escola Ventós Mir     | Ptge. Ventós Mir, 21  | Escola de vuit unitats, amb semisoterrani, planta baixa i pis. Les aules són àmplies i ben distribuïdes i il·luminades amb una estructura simètrica, que separava originalment nens de nenes. Està dotat d'un pavelló independent per al conserge i dos petits patis. |        |
| 1925 | Escola del Treball    | Pare Claret, 2        | Edifici de soterrani, planta baixa i dos pisos. Les aules es disposen al sud, entorn dues meitats no simètriques. Destaca l'eix des de la porta d'entrada, amb una petita marquesina de ferro i el coronament piramidal de fusta, recobert de pissarra. Al voltant de les finestres pròximes a la cornisa hi ha esgrafiats. Actualment és seu del Conservatori Professional de Música de Badalona. |        |
| 1926 | Escola Martínez Anido | Jacinto Benavente, 13 | Edifici d'estil noucentista, de sis units, dotada de semisoterrani, baixos i pis. La façana és d'aparença clàssica, hi destaquen els balcons a les façanes laterals, de llosana sinuosa. |        |

### Barcelona
| Any       | Nom                    | Adreça                                    | Descripció | Imatge             |
| --------- | ---------------------- | ----------------------------------------- | --- | ------------------ |
| 1896      | Vil·la Sofia           | Ctra. Sarrià                              | Torre d'aspecte senyorial que barrejava elements platerescs i neoàrabs. Construïda per a Teodor Roviralta i posteriorment desapareguda. |                    |
| 1899      | Casa Llorenç Armengol  | Rbla. Catalunya, 125                      | Edifici de façana no homogènia, on cada pis és diferent de l'altre. El primer i segon pis disposen de dues tribunes laterals, mentre la resta de l'edifici les obertures es fan en forma de balcons. El parament està decorat amb esgrafiats i el coronament està format per tres arcs ogivals, amb escuts amb una decoració escultòrica vegetal. |                    |
| 1900      | Torre Joaquim Pujol    | Pl. Josepets                              | Edifici desaparegut. |                    |
| 1901-1903 | Casa Llosas            | C. Girona, 120                            | Originalment projectada per ocupar un solar més estret, mentre l'edifici estava en obres es va incorporar un altre solar que va permetre ampliar-la. Està profusament decorada amb ornaments modernistes, especialment a l'escala que porta als pisos, al peu de la qual hi ha l'escultura d'un infant o àngel. |                    |
| 1901      | Casa Llorenç Camprubí  | Casp, 22                                  | Obra inclosa en el conegut Quadrat d'Or. Casa entre mitgeres, que destaca per la decoració escultòrica de la seva tribuna central, feta de pedra, i el coronament de filigranes, alternats petits balcons semicirculars i merlets amb escuts catalans i la Creu de Sant Jordi. |                    |
| 1901      | Casa Tecla Tintoré     | Aragó, 358                                | Edifici d'estil eclèctic. El parament té un esgrafiat que imita carreus i una decoració de color verd a banda i banda de les obertures dels balcons. Hi ha dues tribunes a cada lateral del pis principal. |                    |
| 1904-1906 | Cases Ruiz Casamitjana | Balmes, 158-160                           | Dos edificis entre mitgeres iguals amb la planta baixa simètrica. Les façanes estan esgrafiades i cadascuna un balcó de barana de pedra amb ornamentacions florals. El coronament és en forma de voladís sobre mènsules de pedra i, a dalt, merlets. |                    |
| 1904-1909 | Casa Jacinta Ruiz      | Girona, 54                                | Va encarregar-se de la direcció de les obres. |                    |
| 1905      | Casa Eusebi Castells   | Bruc, 36-38 cantonada amb Casp            | Edifici en xamfrà, amb una façana d'estil modernista contingut, tret de la part central, amb una tribuna central de pedra d'influència gaudiniana. Va ser modificat posteriorment en afegir-se-li una remunta, raó per la qual va perdre el coronament original, format per pinacles. |                    |
| 1906-1918 | La Rotonda             | Pg. Sant Gervasi, 51                      | Destinada originalment a ser un hotel. Profusament decorada amb mosaics de Lluís Bru de temàtica lúdica i esportiva. |                    |
| 1907      | Cases Ruiz             | Còrsega, 215-217                          | |                    |
| 1911      | Casa Rafel             | Enric Granados, 121                       | |                    |
| 1926      | Casa Manuel Garcia     | Bruc, 12 cantonada amb ronda de Sant Pere | Edifici cantoner, sobri i allunyat dels postulats modernistes. Destaca una tribuna semicircular al pis principal i la capçalera, amb pinacles i un cos central decorat amb dos dracs alats. El procés de construcció s'allargà de 1925 a 1926. L'edifici d'ús residencial està format per una planta baixa i cinc pisos, amb un semisoterrani. De la façana destaca tant la tribuna semicircular a la cantonada com els pinacles i el parell de dracs alats en el coronament de l'edifici. | Casa Manuel Garcia |

### Granollers
| Any  | Nom              | Adreça        | Descripció | Imatge           |
| ---- | ---------------- | ------------- | --- | ---------------- |
| 1904 | Casa Josep Tardà | Pl. Olles, 11 | Habitatge entre mitgeres de planta baixa, pis i golfes. Presenta una composició simètrica amb un coronament de gran barbacana. Al pis de les golfes hi ha un arc amb finestres d'estilització àrab i al primer pis una balconera. Hi ha elements formals i decoratius com la barbacana, els llindars, esgrafiats i reixes, representatius del modernisme. | Casa Josep Tardà |